# Университет штата Флорида
Университет штата Флорида (англ. Florida State University, FSU) — общественный университет США, расположенный в городе Таллахасси, штат Флорида. Это исследовательский университет с очень высокой исследовательской деятельностью, определяемая Фондом Карнеги. Университет включает в себя 16 отдельных колледжей и более 110 центров, помещений, лабораторий и институтов, которые предлагают более 300 программ обучения, в том числе профессиональных программ. В Университете штата Флорида находится единственная во Флориде национальная лаборатория — Национальная лаборатория высоких магнитных полей, и является родиной коммерчески успешного противоракового препарата Таксол. Университет штата Флорида также управляет Музеем искусств Джона и Мейбл Ринглинг, Государственным художественным музеем Флориды и одним из крупнейших музеев / университетских комплексов в стране. Университет штата Флорида аккредитован Южной ассоциацией колледжей и школ в качестве VI уровня государственного учреждения.
Университет был создан в 1851 году и является одним из старейших вузов в штате Флорида. В 1905 году первый студент в истории университета получил Стипендию Родса. В 1977 году первая студентка Университета штата Флорида получила первую женскую Стипендию Родса во Флориде. В 2012 году издание U.S. News & World Report назвало университет наиболее эффективным национальный университетом в США. Университет штата Флорида является одним из двух флоридских государственных университетов, которые квалифицируются как «выдающийся университет» (Флоридский билль 1076, подписанный губернатором Риком Скоттом в 2013 году).

## Известные выпускники
См.: Категория:Выпускники Университета штата Флорида